# Nisís Toló
Nisís Toló (Tolon Island) är en ö i Grekland.   Den ligger i regionen Peloponnesos, i den södra delen av landet, 90 km sydväst om huvudstaden Aten. Arean är 1,1 kvadratkilometer.
Terrängen på Nisís Toló är lite kuperad. Den sträcker sig 1,4 kilometer i nord-sydlig riktning, och 1,9 kilometer i öst-västlig riktning.